# Маршфілд (Мен)
Маршфілд (англ. Marshfield) — місто (англ. town) в США, в окрузі Вашингтон штату Мен. Населення — 528 осіб (2020).

## Демографія
Згідно з переписом 2010 року, у місті мешкало 518 осіб у 199 домогосподарствах у складі 148 родин. Було 246 помешкань
Расовий склад населення:
| - 99,0 % — білих - 0,4 % — чорних або афроамериканців - 0,2 % — корінних американців |

До двох чи більше рас належало 0,4 %. Частка іспаномовних становила 0,8 % від усіх жителів.
За віковим діапазоном населення розподілялося таким чином: 24,3 % — особи молодші 18 років, 57,9 % — особи у віці 18—64 років, 17,8 % — особи у віці 65 років та старші. Медіана віку мешканця становила 43,0 року. На 100 осіб жіночої статі у місті припадало 97,7 чоловіків;  на 100 жінок у віці від 18 років та старших — 93,1 чоловіків також старших 18 років.
Середній дохід на одне домашнє господарство  становив 64 650 доларів США (медіана — 52 083), а середній дохід на одну сім'ю — 72 177 доларів (медіана — 64 107). Медіана доходів становила 41 518 доларів для чоловіків та 35 391 долар для жінок. За межею бідності перебувало 11,6 % осіб, у тому числі 35,0 % дітей у віці до 18 років та 5,6 % осіб у віці 65 років та старших.
Цивільне працевлаштоване населення становило 279 осіб. Основні галузі зайнятості: освіта, охорона здоров'я та соціальна допомога — 31,9 %, сільське господарство, лісництво, риболовля — 10,8 %, роздрібна торгівля — 9,0 %, публічна адміністрація — 8,6 %.